# کشکندیو
کشکندیو (به لاتین: Kashkandyow) یک منطقهٔ مسکونی در افغانستان است که در ولسوالی واخان واقع شده‌است.